# Shout It Out (álbum de Hanson)
Shout It Out é o oitavo CD lançado pelo trio pop americano Hanson. É o terceiro álbum lançado pela própria gravadora dos irmãos, a 3CG Records. Foi lançado em 8 de Junho de 2010 nos USA, em 14 de Julho de 2010 no Japão, e digitalmente em 7 de Novembro na América do Sul e Europa.

## Singles
O primeiro single do álbum, "Thinking 'Bout Somethin'", foi oficialmente lançado em 5 de Abril de 2010 para AOL e foi disponibilizado  no iTunes na terça-feira, 20 de Abril de 2010. O segundo single do album foi "Give a Little", lançado em 5 de Abril de 2011, e foi incluido remixes bonus feito pela banda e o vídeo musical foi lançado em fevereiro de 2011.

## Faixas
Todas as canções foram escritas e produzidas por Isaac Hanson, Taylor Hanson e Zac Hanson. 
 Vocal principal de Taylor Hanson, exceto onde foi notificado.
1. "Waiting for This" – 3:17
2. "Thinking 'Bout Somethin'" – 3:45
3. "Kiss Me When You Come Home" – 3:38
4. "Carry You There" – 4:33
5. "Give a Little" – 3:45
6. "Make It Out Alive" – 4:35
7. "And I Waited" (vocal: Zac Hanson) – 4:01
8. "Use Me Up" (vocal: Zac Hanson) – 4:04
9. "These Walls" – 3:58
10. "Musical Ride" (vocal: Zac Hanson) – 3:48
11. "Voice in the Chorus" – 4:39
12. "Me Myself and I" – 5:30
13. "Make It Through Today" (vocal: Isaac Hanson) – 4:46 (faixa bónus na versão Japonesa)

Faixas do lançamento digital na Europa.
1. "Waiting For This" - 3:17
2. "Thinkin' Bout' Somethin'" - 3:45
3. "Kiss Me When You Come Home" - 3:38
4. "Carry You There" - 4:32
5. "Give A Little" - 3:45
6. "Make It Out Alive" - 4:34
7. "And I Waited" - 4:01
8. "Use Me Up" - 4:04
9. "These Walls" - 3:57
10. "Musical Ride" - 3:48
11. "Voice In The Chorus" - 4:38
12. "My Myself and I" - 5:30
13. "Give A Little" (Video) - 3:49 [Edição Deluxe]
14. "Give A Little (RAC Mix)" (Video) - 3:39 [Edição Deluxe]
15. "Give A Little (Questlove Mix)" (Video) - 4:14 [Edição Deluxe]
16. "Making Of Give A Little" (Video) - 5:58 [Edição Deluxe]
17. "Making Of Shout It Out" (Video) - 6:30 [Edição Deluxe]

## Pessoal

### Banda
- Taylor Hanson – vocais, piano, órgão, teclados, palmas
- Isaac Hanson – vocais, guitarras, palmas
- Zac Hanson – vocais, bateria, percussão, palmas, piano em "Use Me Up"

### Músicos adicionais
- Bob Babbitt, William Birckhead – baixo adicional
- Don Fornero, Gary Grant – trompete e flugelhorn
- Dan Higgins – saxofone
- Bill Reichenbach – trombone
- Ryan Williamson – bottles
- Jerry Hey – arranjos de efeitos

## Produção
- Arranjos e produção de Hanson
- Gravação e direção de Craig Alvin, Steve Churchyard (engenheiro de efeitos) e Ryan Williamson
- Mixado por John Goodmanson

## Paradas
Shout It Out debutou no 30º lugar na Billboard 200.
| Chart (2010)                          | Peak position |
| ------------------------------------- | ------------- |
| U.S. Billboard 200                    | 30            |
| U.S. Billboard Digital Albums         | 15            |
| U.S. Billboard Top Independent Albums | 2             |